# Фрампа
Фрампа (фр. Frampas) насеље је и општина у североисточној Француској у региону Шампањ-Арден, у департману Горња Марна која припада префектури Сен Дизје.
По подацима из 2011. године у општини је живело 166 становника, а густина насељености је износила 16,24 становника/km². Општина се простире на површини од 10,22 km². Налази се на средњој надморској висини од 158 метара.

## Демографија
| 1962. | 1968. | 1975. | 1982. | 1990. | 1999. | 2011. |
| ----- | ----- | ----- | ----- | ----- | ----- | ----- |
| 127   | 138   | 149   | 121   | 120   | 152   | 166   |

График промене броја становника у току последњих година